# إعلان وقف إطلاق النار بين إيران وإسرائيل 2025
إعلان وقف إطلاق النار بين إيران وإسرائيل هو إعلان أعلن عنه الرئيس الأمريكي دونالد ترامب، يقضي بوقف إطلاق النار بين إيران وإسرائيل، وحث الطرفين على عدم انتهاكه.

## التنفيذ
دخل وقف إطلاق النار بين إسرائيل وإيران حيّز التنفيذ عند الساعة السابعة صباحاً يوم الثلاثاء الموافق 24 حزيران 2025.
وقال ترامب: "لقد تجنّبنا حرباً مدمّرة كانت ستمتد لسنوات"، وحث الجانبين على "الشجاعة والحكمة لإنهاء حرب إيران وإسرائيل أو حرب الاثني عشر يومًا كما يطلق عليها الرئيس الأمريكي دونالد ترامب".